# General Obligado (departamento)
Departamento General Obligado é um departamento da província de Santa Fé, na Argentina.